# IJsland op het Eurovisiesongfestival 2012
IJsland nam deel aan het Eurovisiesongfestival 2012 in Bakoe, Azerbeidzjan. Het was de 25ste deelname van het land op het Eurovisiesongfestival. De inzending werd gekozen via de nationale voorronde Söngvakeppni Sjónvarpsins. RUV was verantwoordelijk voor de IJslandse bijdrage voor de editie van 2012.

## Selectieprocedure
RUV gaf componisten tot 10 oktober de tijd om inzendingen naar de omroep te sturen. Enkel inwoners van IJsland mochten deelnemen, maar deze mochten wel samenwerken met buitenlandse componisten en tekstschrijvers. Elke componist mocht maximaal met drie nummers deelnemen aan de preselectie. Elk nummer moest verplicht in het IJslands vertolkt worden. Voor het Eurovisiesongfestival zelf mocht het nummer eventueel vertaald worden naar een andere taal. Op 12 oktober gaf RUV mee dat het 150 inzendingen had ontvangen.
Er streden vijftien acts voor het IJslands ticket naar Bakoe. Drie weken lang namen telkens vijf artiesten het tegen elkaar op, en telkens plaatsten twee acts zich voor de finale. De punten werden verdeeld door een vakjury en het televotende publiek. Bij de zes rechtstreeks gekwalificeerde artiesten werd Rósa Birgitta Ísfeld gevoegd. Zij kreeg met haar nummer Stund með þér de felbegeerde wildcard. Gréta Salóme had zich met twee nummers geplaatst voor de finale, maar koos ervoor enkel Mundu eftir mér te zingen, samen met Jónsi. Zo zouden Heiða & Guðrún Árný het nummer Aldrei sleppir mér alleen vertolken. 
De finale vond plaats in Harpa, de grootste concertzaal van het land. Presentatoren van dienst waren Brynju Þorgeirsdóttir en Paul Oscar. Het IJslandse publiek koos uiteindelijk voor Gréta Salóme & Jónsi. Blár Opal eindigde op de tweede plaats. Het nummer Mundu eftir mér werd voor het Eurovisiesongfestival wel vertaald naar het Engels als Never forget.

## Uitslagen

#### Eerste halve finale
14 januari 2012
| Volgorde | Artiest              | Lied               |
| -------- | -------------------- | ------------------ |
| 1        | Íris Hólm            | Leyndarmál         |
| 2        | Fatherz'n'sonz       | Rýtingur           |
| 3        | Gréta Salóme & Jónsi | Mundu eftir mér    |
| 4        | Blár Opal            | Stattu upp         |
| 5        | Heiða Ólafsdóttir    | Við hjartarót mína |

#### Tweede halve finale
21 januari 2012
| Volgorde | Artiest                 | Lied            |
| -------- | ----------------------- | --------------- |
| 1        | Guðrún Árný Karlsdóttir | Minningar       |
| 2        | Ellert Jóhannsson       | Ég kem með      |
| 3        | Regína Ósk Óskarsdóttir | Hjartað brennur |
| 4        | Simbi & Hrútspungarnir  | Hey             |
| 5        | Rósa Birgitta Ísfeld    | Stund með þér   |

#### Derde halve finale
28 januari 2012
| Volgorde | Artiest                           | Lied                |
| -------- | --------------------------------- | ------------------- |
| 1        | Herbert Guðmundsson               | Eilíf ást           |
| 2        | Magni Ásgeirsson                  | Hugarró             |
| 3        | Gréta Salóme, Heiða & Guðrún Árný | Aldrei sleppir mér  |
| 4        | Svenni Þór                        | Augun þín           |
| 5        | Íris Lind Verudóttir              | Aldrei segja aldrei |

#### Finale
11 februari 2012
| Volgorde | Artiest                 | Lied               |
| -------- | ----------------------- | ------------------ |
| 1        | Heiða & Guðrún Árný     | Aldrei sleppir mér |
| 2        | Magni Ásgeirsson        | Hugarró            |
| 3        | Rósa Birgitta Ísfeld    | Stund með þér      |
| 4        | Simbi & Hrútspungarnir  | Hey                |
| 5        | Regína Ósk Óskarsdóttir | Hjartað brennur    |
| 6        | Blár Opal               | Stattu upp         |
| 7        | Gréta Salóme & Jónsi    | Mundu eftir mér    |

## In Bakoe
In Bakoe trad IJsland aan in de eerste halve finale, op dinsdag 22 mei. Tijdens het openmaken van de enveloppen bleek dat IJsland zich had weten te plaatsen voor de finale. Later werd bekend dat Salóme en Jónsi op de achtste plaats waren geëindigd met 68 punten. In de finale behaalde IJsland de 20e plaats met 46 punten. 